# Ricardo Delgado (cyclisme)
Pour les articles homonymes, voir Ricardo Delgado et Delgado.
Delgado  González est un nom espagnol. Le premier nom de famille, en général paternel, est Delgado ; le second, en général maternel, souvent omis, est González.
Ricardo Delgado González, né le 31 août 2001 à Cabaiguán, est un coureur cycliste cubain.

## Biographie
Lors de la saison 2023, il devient champion de Cuba sur route. Il représente également son pays aux Jeux d'Amérique centrale et des Caraïbes, où il se classe onzième de la course en ligne. 

## Palmarès et résultats

### Par année
- 2023
  -  Champion de Cuba sur route
  - 3e du championnat de Cuba du contre-la-montre
- 2025
  - 2e du championnat de Cuba du contre-la-montre
  - 3e du championnat de Cuba sur route

### Classements mondiaux
| Année            | 2022 | 2023 |
| ---------------- | ---- | ---- |
| UCI America Tour | 312e | 117e |